# Markgrevskapet Brandenburg
Markgrevskapet Brandenburg (tyska: Mark Brandenburg, polska: Marchia Brandenburska, latin: Marchia Brandenburgensis), efter 1356 även Kurfurstendömet Brandenburg, är ett historiskt landskap och en tidigare stat i dagens nordöstra Tyskland och västra Polen. Markgrevskapet Brandenburg grundades av Albrekt Björnen 1157, som ett rikslän i det Tysk-romerska riket, och döptes efter sin första huvudstad, Brandenburg an der Havel. Huset Hohenzollern förlänades av kejsaren med kurfurstendömet Brandenburg på 1400-talet, då Berlin också blev huvudstad. Staten Brandenburg kom genom personalunion från början av 1600-talet att förenas med hertigdömet Preussen i Brandenburg-Preussen. 1701 bildade Brandenburg kärnan i det då utropade Kungadömet Preussen, med Berlin som huvudstad, och 1871 blev Berlin även huvudstad i det nybildade Tyska kejsardömet. Från 1815 upphörde markgrevskapets administrativa funktion inom Preussen och omvandlades därefter till den preussiska provinsen Brandenburg.

## Geografi
Geografiskt omfattade markgrevskapet Brandenburg större delen av dagens förbundsland Brandenburg, hela Berlin och norra delen av Sachsen-Anhalt (området Altmark), samt i nuvarande Polen även området Neumark, som bestod av huvuddelen av nuvarande Lubusz vojvodskap och en liten del av Västpommerns vojvodskap.  De södra delarna av dagens förbundsland Brandenburg, omkring Jüterbog och Niederlausitz, var däremot historiskt inte del av markgrevskapet Brandenburg före Wienkongressen 1815, utan tillhörde under medeltiden och renässansen bland annat ärkebiskopsdömet Magdeburg, kungariket Böhmen och kurfurstendömet Sachsen.

## Historia

### Under ätten Askanien (1157–1320)

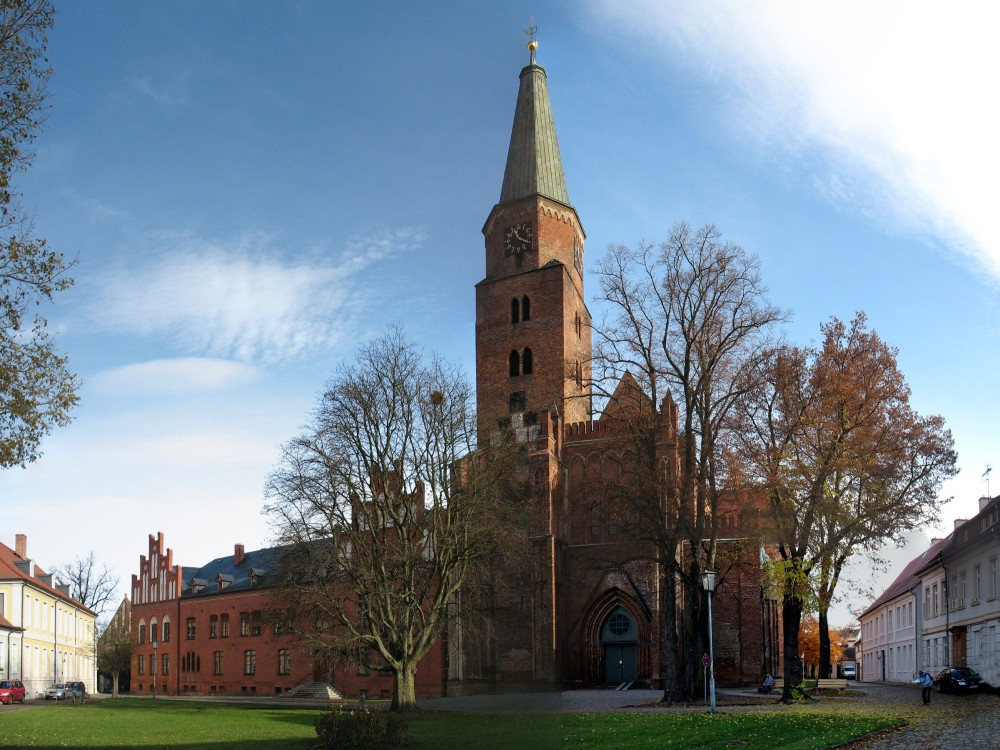
Brandenburgs domkyrka, påbörjad 1165, står på platsen för den tidigare slaviska borgen Brandenburg.

Under tidig medeltid hade Brandenburg styrts av slaviska härskare från stammarna heveller och sprevaner, då området genom Henrik I:s erövring av Brennaburg och Otto I:s upprättande av biskopsdömena Havelberg och Brandenburg an der Havel kom under tyskt inflytande. Efter 983 gick provinsen förlorad genom ett uppror av västslaverna i området.
Mark Brandenburg uppstod ur markgrevskapet Nordmark, bildat år 965, inom det Tysk-romerska riket.  Området utgjorde gränstrakten mot de slaviska rikena mellan Elbe och Oder. Albrekt Björnen fick 1134 Nordmark i förläning och med erövringen av Prignitz och Zauche samt Spree- och Havelländerna lades grunden till markgrevskapet Brandenburg. Namnet Mark Brandenburg (markgrevskapet Brandenburg) uppstod 1157 efter att Albrekt Björnen av huset Askanien erövrat borgen Brandenburg, i nuvarande Brandenburg an der Havel, från den konkurrerande slaviske härskaren Jaxa av Köpenick. Den siste slaviske kungen i området, Pribislav av Hevellerna, hade dött 1150 utan arvingar. Albrekt var den förste att kalla sig markgreve av Brandenburg, återupprättade 1161 de förlorade biskopsdömena och inkallade västerifrån tyska bosättare och hantverkare. Under 1100-talet och 1200-talet flyttades gränsen för Brandenburg gradvis österut under den så kallade Ostsiedlung-perioden, och de flesta medeltida städerna, biskopsstiften och klostren i området grundades av bosättare från västra och södra Tyskland under denna tid.
Under kampen om den tysk-romerska kejsarkronan stod Albrekt Björnen på Fredrik Barbarossas sida. De närmast följande efterträdarna, Otto I, Otto II samt Albrekt II ägnade sig främst åt statsbildningens konsolidering, men under Albrekt II:s söner, Johan I och Otto III, fortsattes Brandenburgs utvidgning med nya landområden som Barnim, Teltow, Sternberg, Uckermark, Neumark, Lebus och Oberlausitz. Nya städer som Altlandsberg, Frankfurt an der Oder och Berlin grundades.
Efter brödernas död 1266 respektive 1267, delades landet mellan två grenar av det markgrevliga huset, Stendal-linjen och Salzwedel-linjen. Sedan markgreven Valdemar återförenade de båda delarna, utslocknade askaniernas brandeburgska gren. I samband med detta gick flera tidigare erövrade områden, främst Lausitz, förlorade.

### Under ätterna Wittelsbach och Luxemburg (1320–1415)
Kung Ludvig av huset Wittelsbach gav 1323 sin omyndiga son Ludvig Brandenburg i förläning. Mot wittelsbacharna gjorde den av Karl IV gynnade så kallade falske Valdemar uppror. Under kejsar Ludvig IV:s andre son Ludvig Romaren fick Brandenburg 1356 genom "Gyllene bullan" sin kurfurstendömevärdighet bekräftad. Markgrevarna av Brandenburg var fram till Tysk-romerska rikets formella upplösning 1806 en av sju kurfurstar som valde den nye kungen av Tyskland och därmed den nye kejsaren. Kurfursten av Brandenburg bar den ärftliga titeln Erzkämmerer (ärkekammarherre), ett av de sju formella riksämbetena och det sjätte högsta i rang efter kejsaren, och hade som uppgift att bära spiran vid kejsarens kröning.
Kejsar Karl IV, som 1373–1377 själv uppehöll sig i Brandenburg, bringade under den siste kurfursten av ätten Wittelsbach, Otto V av Bayern, Brandenburg över till sin ätt huset Luxemburg 1373. Karl IV regerade Brandenburg i namn av sin son Wencel och återställde ordningen i furstendömet. Karl IV:s andre son Sigismund av Ungern pantsatte 1388 Brandenburg till Jobst av Mähren och sålde 1402 Neumark till Tyska orden.

### Under ätten Hohenzollern (1415–1815)

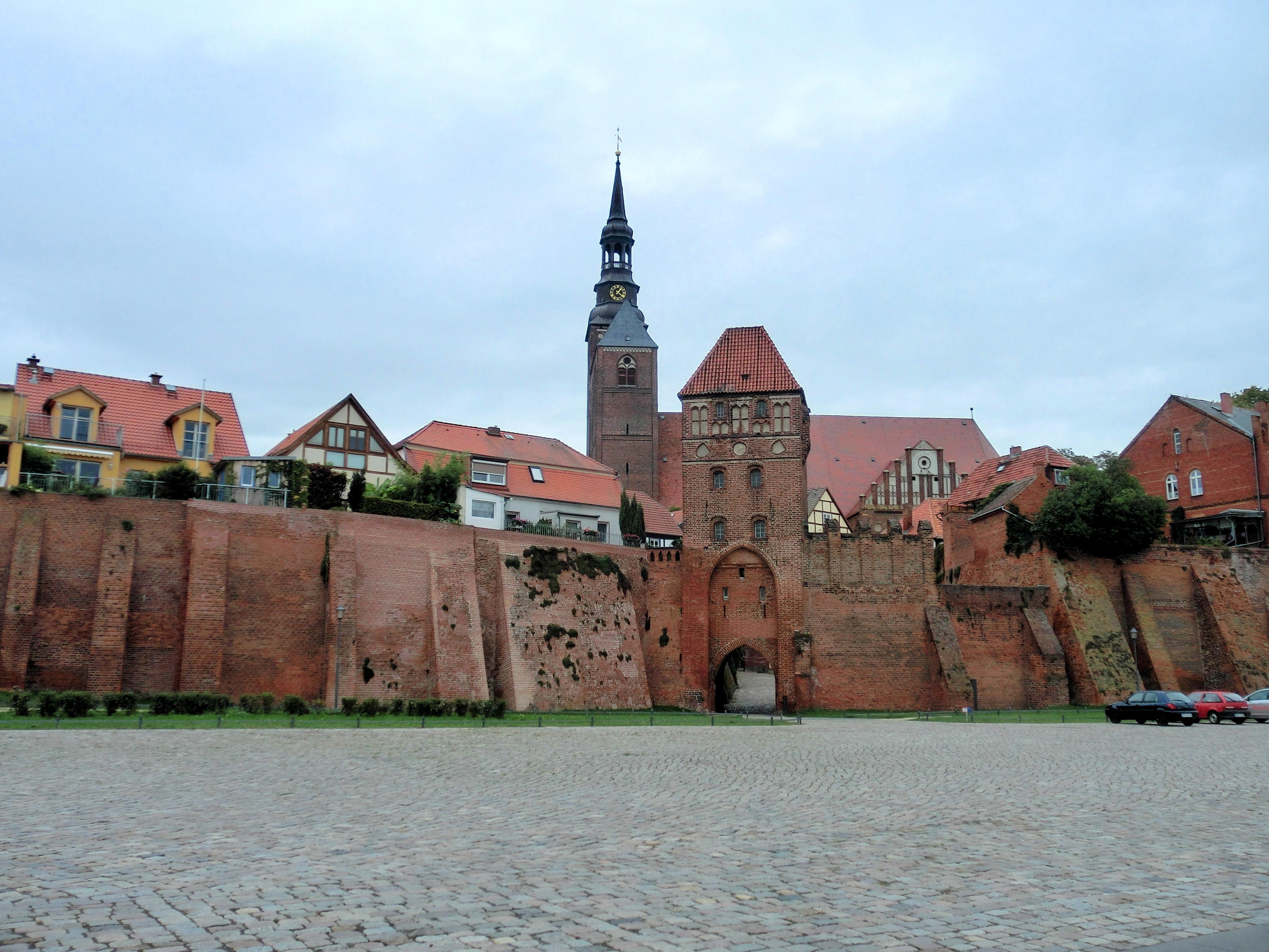
Staden Tangermünde var under senmedeltiden kurfurstarnas viktigaste residens.

Efter Jobsts död 1411 utnämnde Sigismund sin råds- och fältherre borggreven Fredrik av Nürnberg av huset Hohenzollern till ståthållare och 1415 till markgreve av Brandenburg. Den formella förläningen skedde 1417 i Konstanz. Den nye herren av landet inlöste pantsatta områden och förmådde städerna och adeln i området att hylla honom, samtidigt som han erkände deras privilegier. Markgrevarna hade vid denna tid Tangermünde vid Elbe som huvudsakligt residens. Ätten Hohenzollern skulle komma att regera Brandenburg ända fram till monarkins avskaffande 1918. 
Under sonen Fredrik II av Brandenburg underkuvades städerna, särskilt Berlin, och han återvann även Neumark 1455 och 1462 en del av Niederlausitz till Brandenburg. Albrekt Akilles av Brandenburg skiljde genom lagen av 1473, Dispositio Achillea, de frankiska furstendömena från Brandenburg, men gjorde samtidigt kurfurstendömet, med alla eventuella nyförvärvade områden, odelbart, något som dock inte skulle komma att följas fullt ut. Med kraft hävdade han och sonen Johan Cicero av Brandenburg gemensamt de furstliga rättigheterna mot adel och städer, och under Joakim I av Brandenburg befästes de ytterligare. På 1480-talet flyttades markgrevarnas residens och kurfurstendömets administration permanent till Berlins stadsslott i den dåvarande staden Cölln, dagens Spreeinsel i Berlin. Från denna tid etablerades Berlin som huvudstad.

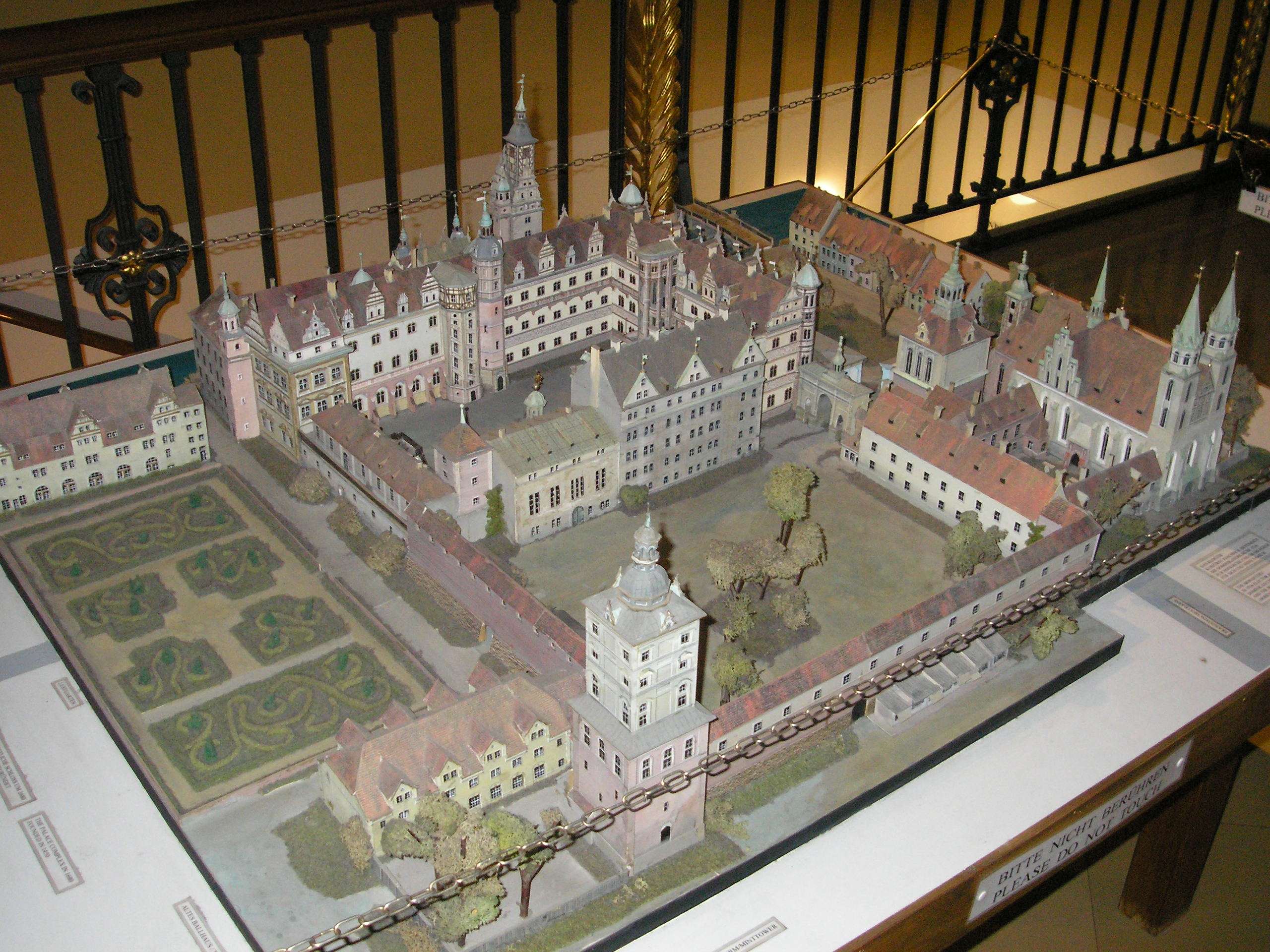
Berlins stadsslott under renässansen.

Joakim I av Brandenburg intog en avvisande hållning mot reformationen, och grundade 1506 universitetet i Frankfurt och 1516 kammarrätten i Berlin som högsta domstol. Vid Joakim I:s död 1535 delades Brandenburg mellan bröderna Joakim II av Brandenburg, som blev kurfurste av Brandenburg med Berlin-Cölln som residensstad, och Johan av Brandenburg-Küstrin, som erhöll den mindre östra delen, markgrevskapet Brandenburg-Küstrin, med Küstrin som residensstad. Joakim II och Johan anslöt 1539 Brandenburg till reformationen. Trots de ökade inkomster furstarna fick genom reformationen, tvingades de på grund av finansiella svårigheter ge större självstyre åt städerna.
Då Johan dog utan söner 1571 återförenades de båda delarna av markgrevskapet. Johan Georg av Brandenburg återförenade det brandenburgska området, och hans äldste son, Joakim Fredrik av Brandenburg, tryggade kurfurstendömets odelbarhet, samtidigt som han överlämnade åt sina halvbröder Kristian och Joachim Ernst de hohenzollernska furstendömena Ansbach och Bayreuth. Han grundade 1605 geheimerådskollegiet som högsta förvaltningsmyndighet.

### Brandenburg-Preussen

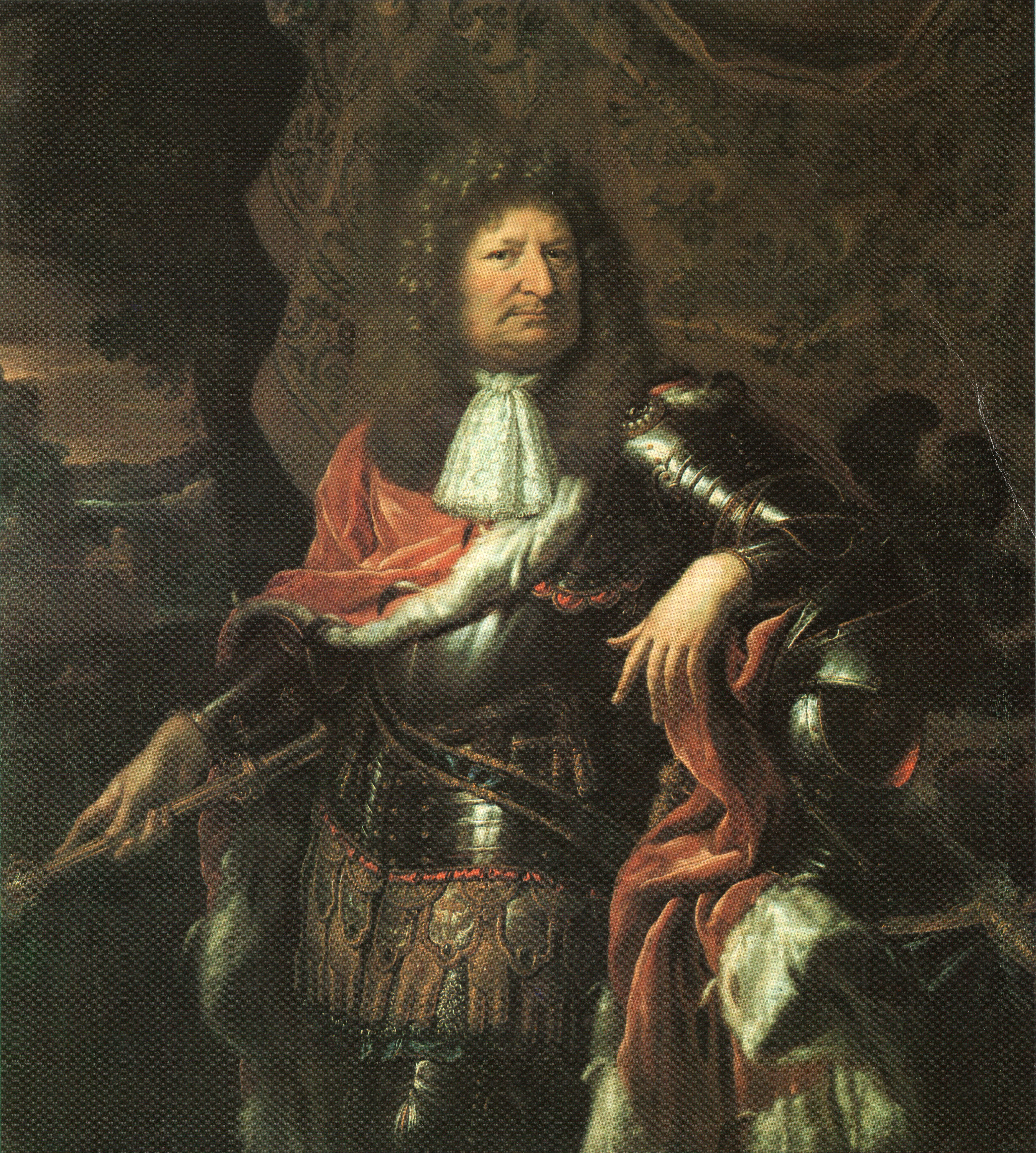
Kurfursten Fredrik Vilhelm I av Brandenburg

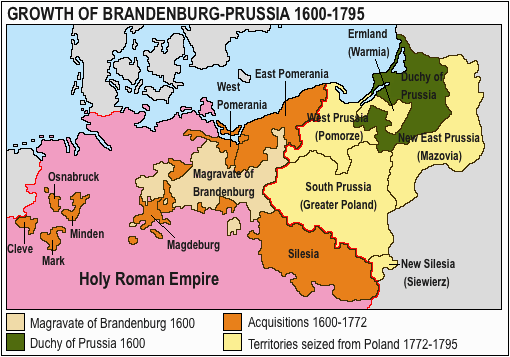
Brandenburg-Preussens territoriella utveckling 1600-1795

Kurfursten Johan Sigismund av Brandenburg, son till Johan Georg, blev 1618 även hertig av Preussen genom att efterträda sin svärfar Albrekt Fredrik av Preussen. Han utökade även ätten Hohenzollerns territorium 1614 med det jülich-kleveska arvet med Kleve, Mark, Ravensberg och Ravenstein. Under hans efterträdare Georg Vilhelm av Brandenburg lyckades det svagt rustade Brandeburg inte få sin neutralitetspolitik respekterade under trettioåriga kriget utan hölls 1626 delvis besatt av Tillys och kejsaren Ferdinand II:s trupper. Furst Georg Vilhelm tvingades 1631 av Gustav II Adolf till allians med Sverige och landet fick sedan det efter freden i Prag 1635 slutit sig till Sveriges fiender delvis tjänstgöra som krigsskådeplats. Fredrik Vilhelm I av Brandenburg, "den store kurfursten", tryggade Brandenburgs besittningar och ökade dessa genom erövringar från både Sverige och Polen, och skapade den brandenburgisk-preussiska staten. I slaget vid Fehrbellin 1675 besegrade den brandenburgska armén den svenska armén, vilket blev början på Brandenburg-Preussens militära dominans i regionen. År 1701 utropade sig kurfursten Fredrik III av Brandenburg till Fredrik I, kung i Preussen.  
För staten Brandenburg-Preussens historia efter 1701, se även uppslagsordet Preussen.

### Brandenburg efter 1806
På grund av Tysk-romerska rikets upplösning år 1806 upphörde Brandenburg att vara kurfurstendöme.  Efter Preussens nederlag mot Napoleon tillföll genom freden i Tilsit 1807 de västra delarna av Brandenburg, Altmark, den franska satellitstaten Kungariket Westphalen, som bestod fram till 1813, medan de centrala och östra delarna förblev under preussisk kontroll.
Efter Napoleonkrigen ersattes från 1815 markgrevskapet inom Kungariket Preussen av provinsen Brandenburg med Berlin som residensstad.  Landskapet Altmark, som återgick till Preussen efter Kungariket Westphalens upplösning, blev en del av provinsen Sachsen, med Magdeburg som residensstad.  Genom denna administrativa och politiska reform var därigenom Mark Brandenburg som stat formellt absorberad i kungariket Preussen, med Berlin som kungariket Preussens huvudstad.
Mellan 1815 och monarkins avskaffande 1918 behöll kungarna av Preussen och de tyska kejsarna formellt titeln Markgreve av Brandenburg i sin titulatur.

### Namnet i modern tid
Namnet Mark Brandenburg används fortfarande idag synonymt med förbundslandet Brandenburg, vars formella namn är Land Brandenburg; de moderna gränserna överensstämmer dock inte med de historiska, varför termen har olika betydelse i modern respektive historisk geografi.

## Historiska landskap och provinser inom Brandenburg
- Kurmark med
  - Altmark
  - Mittelmark
    - Havelland
    - Zauche
    - Teltow
    - Barnim

  - Prignitz
  - Uckermark
- Neumark
  - Lebuser Land
- Sternberg

## Hansestäder i Brandenburg
Följande städer inom markgrevskapet Brandenburg var under medeltiden medlemmar av Hansan.
- Berlin-Cölln
- Brandenburg an der Havel
- Frankfurt an der Oder
- Gardelegen
- Havelberg
- Kyritz
- Perleberg
- Pritzwalk
- Salzwedel
- Seehausen
- Stendal
- Tangermünde